# George Herbert, IV conte di Powis
George Charles Herbert, IV conte di Powis (Londra, 24 giugno 1862 – 9 novembre 1952), è stato un nobile inglese.

## Biografia
Era il figlio di Sir Percy Egerton Herbert, e di sua moglie, Lady Mary Petty-FitzMaurice, figlia di William Petty-FitzMaurice, conte di Kerry.

## Carriera
Dopo aver ottenuto la sua prima laurea, ha lavorato come funzionario nel ramo amministrativo della General Post Office a Londra, ma si è dimesso dopo aver ereditato il titolo nobiliare, nel 1891.
È stato nominato Lord luogotenente del Shropshire (1896-1951), vice tenente per la contea di Montgomeryshire, giudice di pace per le contee del Montgomeryshire e Shropshire e membro del consiglio della contea del Shropshire.
Nel 1898 è stato nominato colonnello onorario del IV (Milizia) Battaglione del South Wales Borderers.

## Matrimonio
Sposò, il 21 agosto 1890, Viola Lane-Fox (1 giugno 1865-29 aprile 1929), figlia di Sackville Lane-Fox, XII barone Conyers. Ebbero tre figli:
- Percy Robert Herbert, visconte Clive (2 dicembre 1892-13 ottobre 1916);
- Lady Hermione Gwladys Herbert (17 settembre 1900-25 maggio 1995), sposò Roberto Lucchesi-Palli, XI duca della Grazia, ebbero un figlio;
- Mervyn Herbert, XVII Lord Darcy de Knayth (7 maggio 1904-1943).

## Morte
Morì il 9 novembre 1952 e fu sepolto nel cimitero di Christ Church, Welshpool.

## Ascendenza
|                                           |                                                    |                                                   | Genitori                                     |  |  | Nonni |  |  | Bisnonni                       |  |  | Trisnonni                               |  |
|                                           |                                                    |                                                   |                                              |  |  |       |  |  | Edward Clive, I conte di Powis |  |  | Robert Clive, I barone Clive di Plassey |  |
|                                           |                                                    |                                                   |                                              |  |  |       |  |  | Edward Clive, I conte di Powis |  |  | Robert Clive, I barone Clive di Plassey |  |
|                                           |                                                    | Margaret Maskelyne                                |                                              |  |  |       |  |  | Edward Clive, I conte di Powis |  |  |                                         |  |
| Edward Herbert, II conte di Powis         |                                                    |                                                   |                                              |  |  |       |  |  | Edward Clive, I conte di Powis |  |  |                                         |  |
|                                           |                                                    | Lady Henrietta Antonia Herbert                    | Henry Herbert, I conte di Powis              |  |  |       |  |  |                                |  |  |                                         |  |
|                                           |                                                    | Lady Henrietta Antonia Herbert                    | Henry Herbert, I conte di Powis              |  |  |       |  |  |                                |  |  |                                         |  |
|                                           |                                                    | Lady Henrietta Antonia Herbert                    | Barbara Herbert                              |  |  |       |  |  |                                |  |  |                                         |  |
| Lord Percy Herbert                        |                                                    | Lady Henrietta Antonia Herbert                    |                                              |  |  |       |  |  |                                |  |  |                                         |  |
|                                           |                                                    | James Graham, III duca di Montrose                | William Graham, II duca di Montrose          |  |  |       |  |  |                                |  |  |                                         |  |
|                                           |                                                    | James Graham, III duca di Montrose                | William Graham, II duca di Montrose          |  |  |       |  |  |                                |  |  |                                         |  |
|                                           |                                                    | James Graham, III duca di Montrose                | Lady Lucy Manners                            |  |  |       |  |  |                                |  |  |                                         |  |
| Lady Lucy Graham                          |                                                    | James Graham, III duca di Montrose                |                                              |  |  |       |  |  |                                |  |  |                                         |  |
|                                           |                                                    | Lady Caroline Montagu                             | George Montagu, IV duca di Manchester        |  |  |       |  |  |                                |  |  |                                         |  |
|                                           |                                                    | Lady Caroline Montagu                             | George Montagu, IV duca di Manchester        |  |  |       |  |  |                                |  |  |                                         |  |
|                                           |                                                    | Lady Caroline Montagu                             | Elizabeth Dashwood                           |  |  |       |  |  |                                |  |  |                                         |  |
| George Herbert, IV conte di Powis         |                                                    | Lady Caroline Montagu                             |                                              |  |  |       |  |  |                                |  |  |                                         |  |
|                                           | Henry Petty-Fitzmaurice, III marchese di Lansdowne | William Petty-Fitzmaurice I marchese di Lansdowne |                                              |  |  |       |  |  |                                |  |  |                                         |  |
|                                           | Henry Petty-Fitzmaurice, III marchese di Lansdowne | William Petty-Fitzmaurice I marchese di Lansdowne |                                              |  |  |       |  |  |                                |  |  |                                         |  |
|                                           | Henry Petty-Fitzmaurice, III marchese di Lansdowne | Lady Louisa FitzPatrick                           |                                              |  |  |       |  |  |                                |  |  |                                         |  |
| William Petty-FitzMaurice, conte di Kerry | Henry Petty-Fitzmaurice, III marchese di Lansdowne |                                                   |                                              |  |  |       |  |  |                                |  |  |                                         |  |
|                                           |                                                    | Louisa Fox-Strangways                             | Henry Fox-Strangways, II conte di Ilchester  |  |  |       |  |  |                                |  |  |                                         |  |
|                                           |                                                    | Louisa Fox-Strangways                             | Henry Fox-Strangways, II conte di Ilchester  |  |  |       |  |  |                                |  |  |                                         |  |
|                                           |                                                    | Louisa Fox-Strangways                             | Mary Theresa O'Grady                         |  |  |       |  |  |                                |  |  |                                         |  |
| Lady Mary Petty-FitzMaurice               |                                                    | Louisa Fox-Strangways                             |                                              |  |  |       |  |  |                                |  |  |                                         |  |
|                                           |                                                    | John Ponsonby, IV conte di Bessborough            | Frederick Ponsonby, III conte di Bessborough |  |  |       |  |  |                                |  |  |                                         |  |
|                                           |                                                    | John Ponsonby, IV conte di Bessborough            | Frederick Ponsonby, III conte di Bessborough |  |  |       |  |  |                                |  |  |                                         |  |
|                                           |                                                    | John Ponsonby, IV conte di Bessborough            | Lady Henrietta Spencer                       |  |  |       |  |  |                                |  |  |                                         |  |
| Lady Augusta Ponsonby                     |                                                    | John Ponsonby, IV conte di Bessborough            |                                              |  |  |       |  |  |                                |  |  |                                         |  |
|                                           |                                                    | Lady Maria Fane                                   | John Fane, X conte di Westmorland            |  |  |       |  |  |                                |  |  |                                         |  |
|                                           |                                                    | Lady Maria Fane                                   | John Fane, X conte di Westmorland            |  |  |       |  |  |                                |  |  |                                         |  |
|                                           |                                                    | Lady Maria Fane                                   | Sarah Child                                  |  |  |       |  |  |                                |  |  |                                         |  |
|                                           |                                                    | Lady Maria Fane                                   |                                              |  |  |       |  |  |                                |  |  |                                         |  |